# Cynamonian heksylu
Cynamonian heksylu – organiczny związek chemiczny, ester kwasu cynamonowego i heksanolu. Stosowany w przemyśle kosmetycznym.